# Burgstall Hirschhausen
Der Burgstall Hirschhausen ist eine abgegangene mittelalterliche Höhenburg nordöstlich von Hirschhausen, einem Gemeindeteil der Gemeinde Schweitenkirchen im Landkreis Pfaffenhofen an der Ilm von Bayern. Die Anlage wird als Bodendenkmal unter der Aktennummer D-1-7435-0169 als „Burgstall des Mittelalters“ geführt.

## Beschreibung
Der Burgstall liegt in Höhenlage auf 482 m ü. NHN ca. 450 m nordöstlich der Filialkirche St. Markus in Hirschhausen. Im Urkataster von Bayern ist eine kreisrunde Anlage mit 75 m Durchmesser eingezeichnet. Grabenreste sind noch zu erkennen. Die Anlage liegt heute in einem Waldgebiet.

## Geschichte
Von den  Herren von Hirschhausen wird 1142 (?) ein Heinrich von Hireshausen erwähnt.